# Keb' Mo' (album)
Keb' Mo' is het tweede soloalbum van de Amerikaanse bluesmuzikant Kevin Moore en zijn eerste album sinds hij gebruikmaakt van de artiestennaam Keb' Mo'. Het werd op 3 juni 1994 door Okeh Records uitgegeven. Mo' bereikte er de vierde plaats in de Amerikaanse hitlijst voor bluesalbums mee. De muzikale productie werd verzorgd door John Porter.

## Nummers
Alle nummers zijn geschreven door Mo', tenzij anders aangegeven.
1. "Every Morning" - 3:00
2. "Tell Everybody I Know" - 3:10
3. "Love Blues" - 3:02 (E. Powell)
4. "Victims of Comfort" - 3:21 (T. Kimber)
5. "Angelina" - 3:47 (Georgina Graper)
6. "Anybody Seen My Girl" - 2:56
7. "She Just Wants to Dance" - 3:29 (Georgina Graper)
8. "Am I Wrong" - 2:19
9. "Come on in My Kitchen" - 4:09 (Robert Johnson)
10. "Dirty, Low Down and Bad" - 3:08
11. "Don't Try to Explain" - 3:58
12. "Kindhearted Woman Blues" - 3:29 (Robert Johnson)
13. "City Boy" - 4:05

## Bezetting
- Keb' Mo' - zang, gitaar, mondharmonica, banjo
- Tommy Eyre - keyboard
- James Hutchinson - basgitaar

- Laval Belle - drums
- Quentin Dennard - drums op "Angelina"
- Tony Draunagel - percussie op "Come on In My Kitchen"